# Henri Bangou
 (juin 2024).
Pour les articles homonymes, voir Bangou.
Henri Bangou, né le 15 juillet 1922 à Pointe-à-Pitre (Guadeloupe) où il est mort le 21 novembre 2023,, est un homme politique français.

## Biographie
À sa naissance, les parents d'Henri Bangou sont séparés, et son père Edward se remarie. Celui-ci est comptable à la Compagnie générale transatlantique, tandis que sa mère, Andrée Bellevue, est lingère au lycée de Pointe-à-Pitre. Le mauvais état de santé de celle-ci fait qu'Henri Bangou est dans son enfance souvent hébergé chez sa grand-mère paternelle. Quoique catholique (le matin où le petit Henri Bangou passe le concours des bourses, avec succès, il y eut une messe propitiatoire), sa famille est de tendances socialiste : son grand-père a été actif aux côtés d'Hégésippe Jean Légitimus, fondateur du parti socialiste à la Guadeloupe et animateur du mouvement « négriste ».
Son père, franc-maçon, socialiste, se situe dans cette lignée. Lorsque Henri Bangou, étudiant en France, devient communiste et épouse une militante française, son père lui écrit pour lui reprocher cette double entorse à la tradition socialiste et négriste.
Admis au lycée Carnot de Pointe-à-Pitre, Henri Bangou est un bon élève, faisant du latin et du grec, brillant en rédaction, il fraternise avec ses camarades de classe créoles. Bachelier scientifique (la première partie du baccalauréat s'appelait alors à la Guadeloupe « brevet de capacité coloniale »), Henri Bangou embarque en 1943 à bord de L'Oregon, à destination du Maroc, pour continuer ses études.
Il reste dix ans hors de la Guadeloupe, faisant son service militaire au Maroc, avant de gagner la métropole. Venu à Paris pour faire des études de physique, il bifurque vers la philosophie à la Sorbonne, obtenant licence et DES, puis la rencontre d'une étudiante communiste en médecine, Marcelle Montauriol, qu'il épouse, l'oriente vers cette discipline et vers le PCF.
Vivant mal de sa bourse, multipliant les petits travaux pour faire vivre sa femme et son fils Jacques, Henri Bangou mène à Paris une vie militante active. Il est partagé entre : l'Association des étudiants guadeloupéens, qu'il recrée et préside jusqu'en 1952 ; les groupes de langue de la fédération de la Seine du PCF ; le comité de liaison anticolonialiste, dont il est responsable avec Jacques Vergès ; et enfin l'UNEF, où il est élu vice-président aux affaires coloniales au congrès de Pâques 1949 à Touquet-Paris-Plage.
Dans ses mémoires, Annie Kriegel évoque, plus de cinquante ans après, une certaine sympathie envers lui. Il représente aussi les étudiants coloniaux auprès de l'UIE, occasion de plusieurs séjours dans les démocraties populaires, ayant même été — selon ses mémoires —  décoré « ouvrier de choc » pour sa participation à la construction en Yougoslavie de la voie ferrée Samak-Sarajevo.
Une telle activité n'est pas sans conséquences : menacé de voir sa bourse supprimée, Henri Bangou ne peut rester qu'un an à la cité universitaire, pour avoir présidé le comité du pavillon de la France d'outre-mer. Au congrès d'Arcachon de l'UNEF en 1950, le quitus lui est refusé par une majorité qui s'orientait à droite.
Rentré en Guadeloupe en 1953, « un peu par hasard », Henri Bangou s'y installe comme médecin cardiologue (plus tard son fils devient gynécologue obstétricien, et sa fille sage-femme), et demeure un communiste actif. Hostile à l'assimilationnisme, il prépare le congrès constitutif du Parti communiste guadeloupéen (PCG) en 1958, dont il devient membre du bureau politique. Élu en 1959 premier adjoint du nouveau maire communiste de Pointe-à-Pitre, Hector Dessout, son ancien professeur au lycée, il est amené à le remplacer souvent avant de l'emporter sur celui-ci lors des municipales de 1965 : Hector Dessout s'était rallié au gaullisme en 1963.
Élu conseiller général et constamment réélu jusqu'en 1985, il est également conseiller régional de 1975 à 1986, et est sénateur de 1986, à 1995,,, communiste puis apparenté. En juin 1991, la section de Pointe-à-Pitre du PCG met en cause nombre d'orientations du mouvement communiste à la lumière des événements qui se déroulent en URSS et en Europe de l'Est. Il se transforme trois mois plus tard en Parti progressiste démocratique guadeloupéen (PPDG)  dont Henri Bangou devient le président.
Henri Bangou écrit, outre ses mémoires, de nombreuses études historiques sur la Guadeloupe, les Antilles, et sur la question coloniale.

## Détail des fonctions et des mandats

### Mandats locaux
- 1959 - 1965 : 1er adjoint au maire de Pointe-à-Pitre
- 1965 - 2008 : maire de Pointe-à-Pitre
- 1967 - 1985 : conseiller général du canton de Pointe-à-Pitre-4
- 1985 - 1989 : conseiller général du canton de Pointe-à-Pitre-3
- Vice-président du conseil général de la Guadeloupe[13]
- 1975 - 1986 : conseiller régional de la Guadeloupe[14].

### Mandat parlementaire
- 28 septembre 1986 - 1er octobre 1995 : sénateur de la Guadeloupe.

## Décoration
- Officier de la Légion d'honneur[15]

## Œuvres
- L'Union française est-elle possible ? : L'esclavage : origines, installation, développement et abolition en Amérique et aux Antilles  (Recueil de conférences faites à Basse-Terre en avril 1955, et à Pointe-à Pitre les 20 février, 17 avril et 15 mai 1955), Pointe-à-Pitre, A. Lautric, 1955 (OCLC 470498704)
- Humanisme et négritude : causerie faite au Plazza, en juin 1957 à l'occasion du 40e anniversaire de la Solidarité scolaire, Pointe-à-Pitre, 1957 (OCLC 20735743)
- Statut anticolonialiste : contre l'asphyxie économique de la Guadeloupe, pour l'épanouissement de la personnalité guadeloupéenne  (en collaboration avec Serge Pierre-Justin) (conférence), Paris, Province impressión, 1960 (OCLC 20587392)
- La Révolution et l'esclavage à la Guadeloupe, 1789-1802 : épopée noire et génocide, Paris, Messidor/Éditions Sociales, coll. « Histoire; 1789-1989, no 21 », 1989 (OCLC 556449174)
- Aliénation et sociétés post-esclavagistes aux Antilles. : Aperçu sémantique et esclavage antique  (Dans la collection Joie de lire), Francaribes, 1981